# Gornja Zenica
Gornja Zenica es un pueblo ubicado en el territorio de Zenica, en el cantón de Zenica-Doboj, Bosnia y Herzegovina.

## Superficie
Posee una superficie de 5,67 kilómetros cuadrados.

## Demografía
Hasta 2013 la población era de 1893 habitantes, con una densidad de población de 333,8 habitantes por kilómetro cuadrado. El 49,1% correspondía a hombres y el 50,9% a las mujeres.